# Захра Немати
Захра Немати (на персийски: زهرا نعمتی‎‎; на английски: Zahra Nemati) е иранска олимпийска и параолимпийска състезателка по стрелба с лък.
Първоначално се състезава в дисциплината таекуондо преди през 2003 година двата ѝ крака да се парализират вследствие пътна катастрофа. На Летните олипмийски игри в Лондон през 2012 година тя печели два медала: златен медал на самостоятелно и бронзов медал на отборно представяне. Участва едновременно на Летните олимпийски и на Летните параолимпийски игри в Рио де Жанейро през 2016 година.

## Спортна кариера
Преди да пострада в катастрофата, Немати е носител на черен колан по таекуондо. Три години по-късно, през 2006 година, започва да се занимава със стрелба с лък и за шест месеца финишира трета в националния шампионат, съревновавайки се с атлети без увреждания.
Немати е избрана да се състезава за страната си на Летните параолимпийски игри в Лондон през 2012 година, където тя печели два медала, ставайки първата иранка, спечелила златен медал на олимпийски или параолимпийски игри. В самостоятелното представяне, тя печели златен медал след победи над Марианджела Перна от Италия (6 – 0), Гизем Гиришмен от Турция (6 – 0), Вероника Флорено от Италия (6 – 0), Елисабета Мийно от Италия (7 – 3). Немати посвещава златния си медал на „всички хора, които се молиха за мен да постигна този успех“.
В отборното представяне – жени Немати е в отбор с Разие Шир Мохамади и Захра Джаванмард. В схемата са втори с 1646 точки и бият отбора на Република Чехия в четвъртфиналите. В полуфиналите гебуят от Южна Корея (192 – 186), но побеждават Италия (188 – 184) за бронзовите медали.
На световното парасъстезание по стрелба с лък през 2013 година в Банкок, Тайланд, Немати отново печели златен медал в индивидуалната надпревара и бронзов медал в отборната. През същата година ѝ е присъдена наградата „Спортен дух“ на Sport Accord.
През 2015 година Немати си осигурява участие едновременно за параолимпийските, и за олимпийските игри през 2016 година в Рио де Жанейро, Бразилия. Тя се квалифицира за олимпиадата като постига втори резултат при жените на шампионата на Азия по стрелба с лък през 2015. След това печели и златото на шампионата на Азия за атлети с увреждания, което ѝ осигурява участие и в Параолимпиадата. Тя е първият стрелец след италианката Паола Фантато през 1996 година, който получава право да играе и на двата вида игри в една и съща година.
През януари 2016 година тя е избрана за знаменосец на иранския отбор по време на Парада на нациите на откриването на летните олимпийски игри в Рио. На индивидуалната стрелба още в началото отпада от рускинята Инна Степанова и не се класира.